# 太陽が知っている
『太陽が知っている』（たいようがしっている、原題（フランス語）：La piscine）は、1969年のフランス・イタリア合作のドラマ映画。
ジャック・ドレーが監督、アラン・ドロンとロミー・シュナイダー、モーリス・ロネ、ジェーン・バーキンらが出演した。サントロペでロケーションが行われている。
1968年の夏、コート・ダジュールで、天国のような敷地に住む2組のカップルの間で繰り広げられる嫉妬と独占欲のドラマ。

## キャスト
| 役名           | 俳優                   | 日本語吹替                    |
| 役名           | 俳優                   | テレビ朝日版                  |
| -------------- | ---------------------- | ----------------------------- |
| ジャン＝ポール | アラン・ドロン         | 野沢那智                      |
| マリアンヌ     | ロミー・シュナイダー   | 池田昌子                      |
| ハリー         | モーリス・ロネ         | 近藤洋介                      |
| ペネロープ     | ジェーン・バーキン     | 高畑淳子                      |
| レベック刑事   | ポール・クローシェ     | 織本順吉                      |
| エミリー       | スージー・ジャスパルド | 中村紀子子                    |
| フレッド       | スティーヴ・エッカート | 上田敏也                      |
| アラン         | ティエリ―・シャベール  | 曽我部和行                    |
| 不明 その他    |                        | 尾崎桂子 山岡葉子             |
|                |                        |                               |
| 演出           | 演出                   | 小林守夫                      |
| 翻訳           | 翻訳                   | 森田瑠美                      |
| 効果           |                        |                               |
| 調整           |                        |                               |
| 制作           | 制作                   | 東北新社                      |
| 解説           | 解説                   | 淀川長治                      |
| 初回放送       | 初回放送               | 1978年4月2日 『日曜洋画劇場』 |

## スタッフ
- 監督：ジャック・ドレー
- 製作：ジェラール・ペイトー
- 原案：ジャン＝エマニュエル・コニル（アラン・パージュ）
- 脚色：ジャック・ドレー、ジャン＝クロード・カリエール
- 音楽：ミシェル・ルグラン
- 撮影：ジャン＝ジャック・タルベ
- 編集：ポール・カイヤット
- 衣裳：アンドレ・クレージュ

## 音楽
オリジナル・サウンドトラック - 1969年、ミシェル・ルグラン作曲。

### トラックリスト
- Premier disque

```
1.La piscine (thème principal ; 4:49)
2.Piège à reflets (3:26)
3.Dans la soirée (3:14)
4.Une enquête (4:19)
5.De souvenirs en regrets (5:27)
```

- Second disque

```
1.Run, Brother Rabbit, Run (2:35)
2.Blues pour Romy (3:57)
3.Chassé-croisé (4:12)
4.Ask Yourself Why (3:08)
5.Suspicion (2:25)
6.Fugue criminelle (4:05)
7.La piscine (générique ; 1:45)
```

## リメイク
2015年、『太陽が知っている』を基にしたイタリア・フランス合作のリメイク映画『胸騒ぎのシチリア』が公開された。監督はルカ・グァダニーノが務め、レイフ・ファインズ、マティアス・スーナールツ、ティルダ・スウィントン、ダコタ・ジョンソンが共演した。